# Loch Kinord
Loch Kinord är en sjö i Storbritannien.   Den ligger i kommunen Aberdeenshire och riksdelen Skottland, i den norra delen av landet, 600 km norr om huvudstaden London. Loch Kinord ligger 165 meter över havet.  I omgivningarna runt Loch Kinord växer i huvudsak blandskog.